# Proxyserver
En proxyserver (av engelska proxy, "ombud", "fullmakt") – även proxy eller mellanserver – är en typ av server. Den agerar mellanhand eller ombud för förfrågningar från klienter som söker resurser från andra servrar.
Proxyservrar är vanliga i större nätverk, men tjänsten kan användas på många olika sätt med många olika syften. Det finns ett stort antal olika avgiftsfria och avgiftsbelagda proxyservrar som fungerar på skilda sätt. 
Eftersom det är proxyn som kontaktar den egentliga servern, är det dess IP-adress (eller någon av dess IP-adresser) som syns i IP-paketens avsändarfält. Däremot anges ofta också ursprungsadressen, beroende på det protokoll som används på högre nivå. Vissa proxyservrar ger användare möjligheten att inte avslöja sin egen IP-adress på detta sätt, i syfte att dölja eller byta sin identitet på Internet. Sådana ingår oftast i anonymitetstjänster, vilka i regel kombinerar en proxyserver med en VPN-tunnel. Syftet med att använda proxyservrar är anonymitet eller att kringgå restriktioner eller blockeringar på en webbplats.

## Historia
Från början användes proxy-program för att låta flera personer använda samma modemuppkoppling på ett säkert och enkelt sätt. Proxyservern satt då i den dator som var uppkopplad, så att alla i nätverket kunde hämta dokument, filer, och andra nättjänster genom den. Proxyn fungerade som ett gränssnitt mellan internet och det lokala nätverket. Senare utvecklades proxyn till att även lagra internetfilerna temporärt i en så kallad cache. Detta kunde radikalt minska internettrafiken, eftersom samma information inte behövde laddas ner igen om någon ville åt samma information igen. Det var en stor fördel att slippa ladda ner samma dokument flera gånger, på grund av de långsamma modem-uppkopplingar man hade på den tiden.

## Definition
Webbläsaren i användarens dator kan ställas in för att ansluta genom en proxyserver. Istället för att en webbläsare på en dator i ett nätverk ska hämta webbsidan direkt från internet, begär webbläsaren webbsidorna från en proxyserver i det egna nätverket. Proxyn i sin tur hämtar webbinnehållet från Internet och levererar det till den dator som begärde det. Denna typ av proxy är vanlig på företag, och för att kunna använda tjänsten krävs vanligtvis att man är i samma nätverk som proxyn. För webbservern ute på Internet märks det däremot ingen skillnad, eftersom proxyn begär informationen på samma sätt som en vanlig webbläsare skulle ha gjort. 
En proxy brukar också registrera trafiken i en loggfil, så att man i efterhand kan se hur uppkopplingen använts. För att öka kontrollen på internettrafiken ytterligare kan en proxy ställas in för att analysera och filtrera informationen, och på så sätt hindra vissa sidor eller tjänster från att nå klienterna.

## Varianter

### Transparent proxy
Denna typ av proxy fungerar som en typisk företagsproxy, med den skillnaden att man inte behöver ställa in klienternas webbläsare för att använda proxyn. All trafik omdirigeras från routern till proxyn utan att klienterna märker någon skillnad. Detta minskar administrationen eftersom man slipper konfigurera varje klient. Det ökar också kontrollen eftersom det tvingar alla klienter att använda proxyn så att all trafik kan övervakas.

### Omvänd proxy
En omvänd proxy placeras framför en resurs, exempelvis en webbserver som man vill presentera för besökare utan att göra den direkt nåbar. Proxyns syfte kan bland annat vara att man vill dölja bakomliggande nätverk, begränsa åtkomst, utföra lastbalansering eller terminera SSL.

### Alternativa proxytjänster
Även om själva proxyfunktionen är densamma kan den användas på många olika sätt och i många olika syften, beroende på var den används och vem som använder den. Här följer några exempel.

#### Översättning
Om två parter vill skriva eller prata med varandra men inte talar samma datorspråk kan man låta en proxy översätta kommunikationen. Detta fungerar ungefär som en simultantolk fast för olika dataprotokoll.

#### Öppen proxy
För att surfa anonymt, alltså utan att tala om sin IP-adress, kan användaren konfigurera sin webbläsare till att ansluta genom en proxy. En sådan server fungerar likadant som en företagsproxy men är ute på Internet istället för på det lokala nätverket. Det är då proxyns IP-adress som syns och registreras i loggfiler på den server man ansluter till.
Ett annat användningsområde för en öppen proxy är för att komma förbi ett webbfilter i en annan proxy. Även om administratören i ett företagsnätverk uppskattar möjligheten att filtrera sidor i en proxyserver, är det inte säkert att användarna finner sig i dessa begränsningar. Om de filter som finns i proxyn spärrar adresser till vissa webbsidor men inte spärrar adressen till en öppen proxy kan användaren komma åt innehållet på sidorna ändå, genom att ställa in webbläsaren till att använda den öppna proxyservern.

## Risker med att använda proxytjänster
Vid användandet av en proxy (till exempel en anonymiserande HTTP-proxy), måste all data som skickas till tjänster som används (till exempel webbplatser) passera genom proxyservern innan det skickas vidare till tjänsten, och då oftast i okrypterad form. Det är därför både möjligt och förekommande att en illvillig proxyserver sparar information om vad som passerar; detta kan inkludera användarnamn och lösenord.
Genom att sammanlänka proxyservrar som inte avslöjar data om ursprungsanvändaren, är det möjligt att dölja aktiviteter från slutdestinationen. Men spår kommer att finnas kvar på mellanliggande hopp, vilket eventuellt kan användas för att spåra användarens aktiviteter. Om villkoren och administratörerna på de mellanliggande proxierna är okänd, kan användaren därför falla offer för en falsk känsla av säkerhet.
Slutsatsen är att endast proxytjänster av känd integritet (till exempel om ägaren är känd, pålitlig och har ett tydligt privatlivsskyddande fokus) bör användas, och att proxytjänster av okänd integritet inte bör användas. Finns det inget val annat än att använda okända proxytjänster, bör privat information (såvida den inte är krypterad) inte skickas genom proxyn.
Det är också vanligt att proxyanvändare finner sig blockerade från vissa webbplatser. Detta beror på att forum och andra webbplatser blockerar IP-adresser från proxier som de har haft problem med skräppost ifrån.